# John Clarke Whitfield
John Clarke Whitfield, a veces Whitfeld, (Gloucester, 13 de diciembre de 1770-Hereford, 22 de febrero de 1836) fue un organista y compositor inglés.

## Biografía
Nació el 13 de diciembre de 1770 en Gloucester y estudió en Oxford bajo la tutela de Philip Hayes. En 1789, fue nombrado organista de la iglesia parroquial de Ludlow. Cuatro años más tarde, obtuvo el título de Licenciatura en Música en Cambridge, y en 1795, fue elegido organista de la catedral de Armagh, de donde se retiró en el mismo año a Dublín, con los cargos de organista y maestro de los niños en la catedral de San Patricio y la catedral de la Santísima Trinidad de Dublín. Se vio obligado a huir de Irlanda por la rebelión de 1798, y aceptó el puesto de organista en los colegios Trinity y Saint John's en Cambridge, y casi al mismo tiempo adoptó el apellido de Whitfield, además de Clarke, por el que había sido previamente conocido. En 1799, se licenció en Música por la universidad de Cambridge, y en 1810, obtuvo el mismo grado en Oxford.  
En 1820, Whitfield fue elegido organista y maestro de los coristas en la Catedral de Hereford; y tras la muerte del doctor Haig, fue designado Profesor de Música en Cambridge. Tres años más tarde renunció a estos nombramientos como consecuencia de un ataque de parálisis. Murió el 22 de febrero de 1836 en Hereford, Inglaterra.

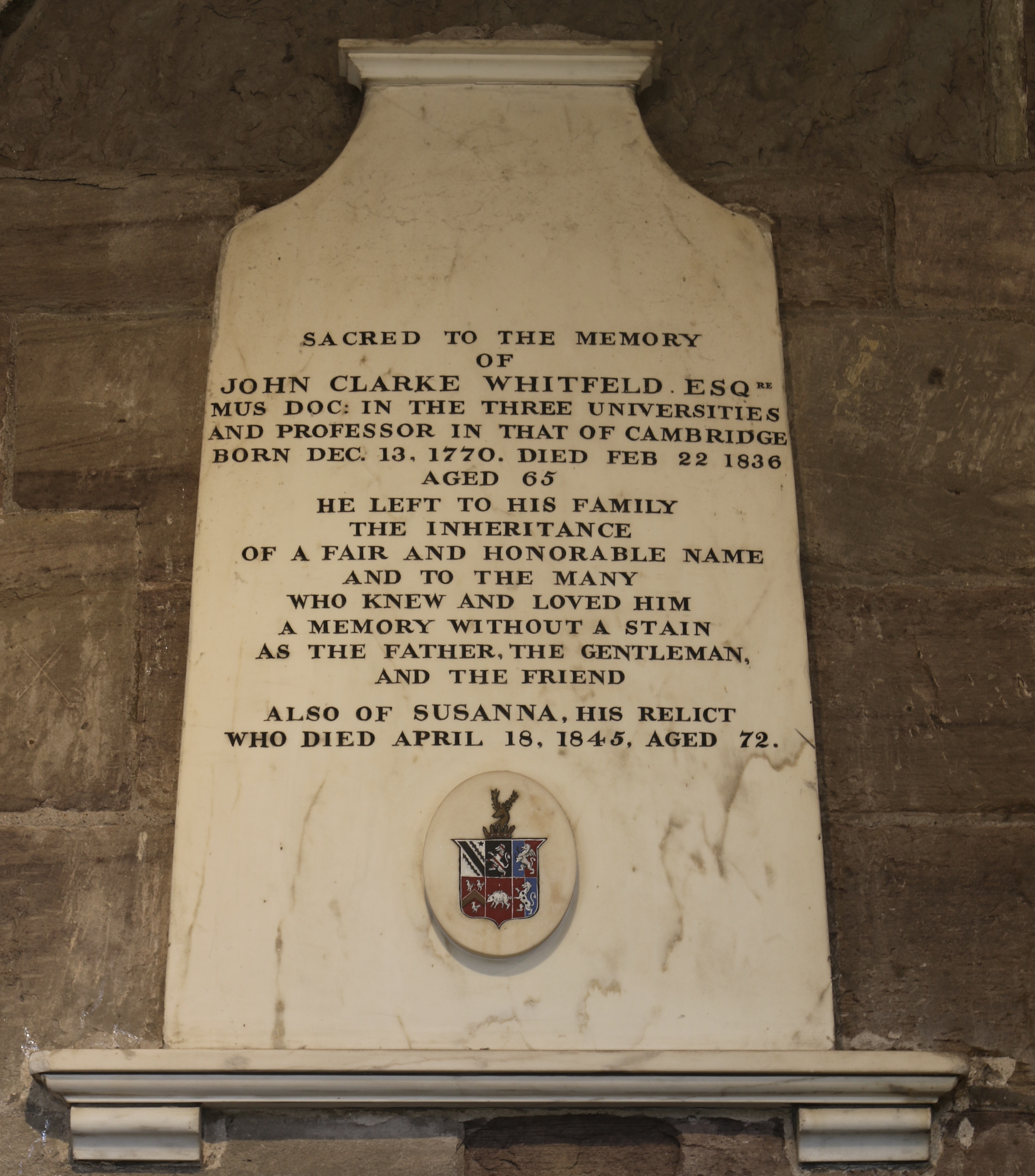
Tumba de John Clarke Whitfeld

### Composiciones
Las composiciones de Whitfield eran numerosas. Entre sus obras más notables se encuentran cuatro volúmenes de himnos, publicados en 1805. También compuso un gran número de canciones, una de las cuales, «Bird of the Wilderness», escribió a partir de algunos versos conocidos de James Hogg, la «Ettrick Shepherd», que logró una alta popularidad, pero el trabajo más significativo de su carrera fue la publicación, en una forma popular y sumamente útil, de los oratorios de Handel, y fue el primero que presentó al público con un acompañamiento completo de fortepiano.